# Юнусс Санкаре
Юнусс Санкаре (фр. Younousse Sankharé, нар. 10 вересня 1989, Сарсель) — сенегальський і французький футболіст, півзахисник національної збірної Сенегалу, останнім клубом якого був «Бордо» у 2019 році.
Виступав, зокрема, за клуби «Парі Сен-Жермен» та «Генгам», а також молодіжну збірну Франції.

## Клубна кар'єра
Народився 10 вересня 1989 року в місті Сарсель. Розпочав займатись футболом в школі «П'єррфітт», з якої 2001 року потрапив в академію «Парі Сен-Жермен».
2007 року підписав з «парижанами» свій перший професійний контракт терміном на три роки. З основною командою взяв участь в передсезонних матчах, і зайняв з клубом друге місце на товариському турнірі Emirates Cup. 6 жовтня 2007 року дебютував у Лізі 1 у програному 1:3 домашньому матчі проти «Ренна». Проте закріпитись в команді Санкаре не зумів, взявши участь лише у 11 матчах чемпіонату протягом півтора сезонів, а також виграв з клубом Кубок французької ліги.

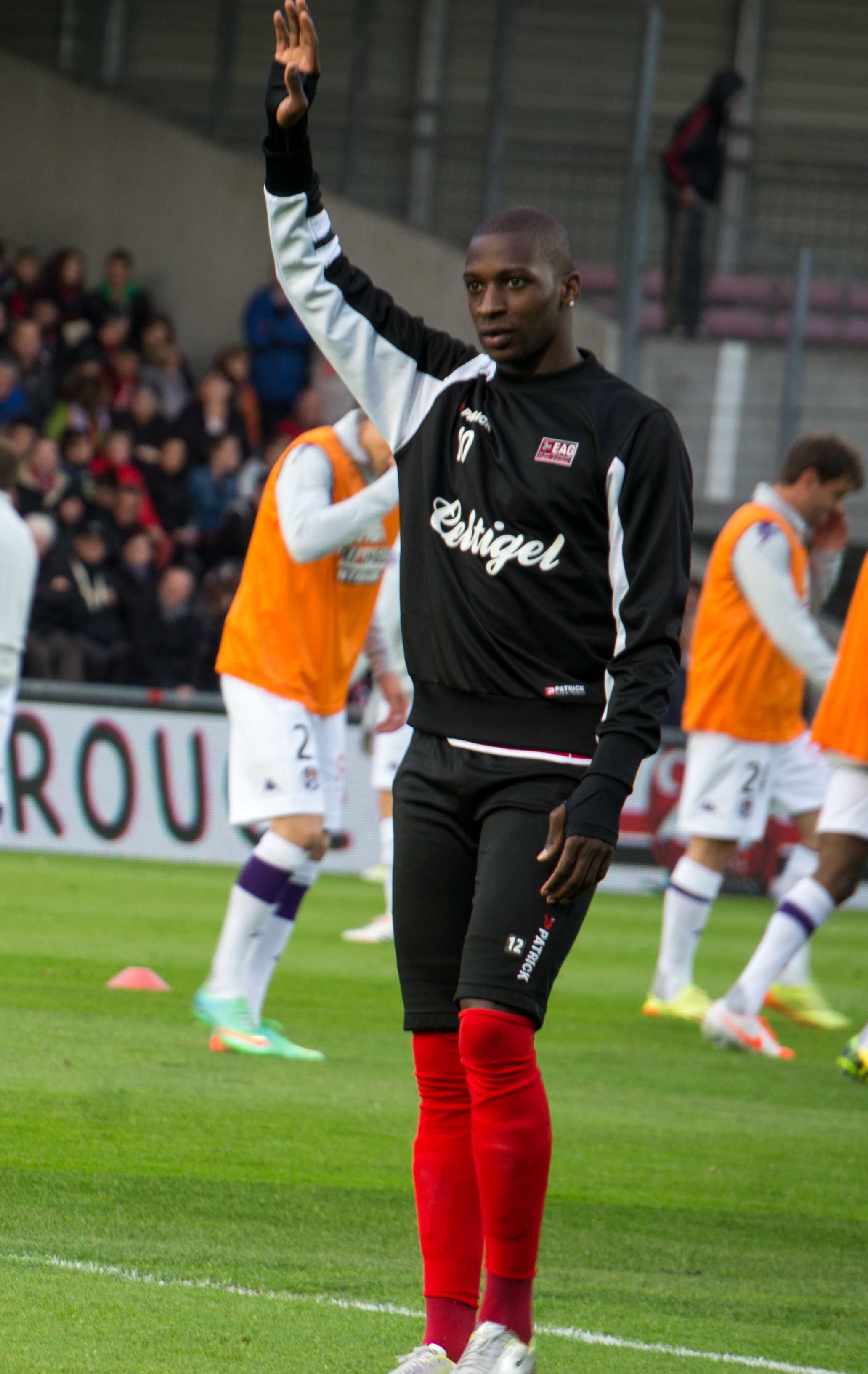
Юнусс Санкаре під час виступів за «Генгам». 10 травня 2014 року

На початку 2009 року був відданий в оренду в «Реймс» з Ліги 2, де відразу став основним гравцем, але зайняв з командою останнє 20 місце в чемпіонаті. Влітку 2009 року повернувся в ПСЖ і в наступному сезоні виграв з парижанами Кубок Франції.
Влітку 2010 року був відданий в оренду в «Діжон», якому допоміг зайняти третє місце в Лізі 2 і вийти до еліти. Після цього по завершенню сезону «Діжон» викупив контракт гравця, але Санкаре не зміг допомогти зберегти прописку в Лізі 1. 4 січня 2013 року був відданий в оренду до кінця сезону в клуб Ліги 1 «Валансьєнн» з правом викупу. Проте по завершенні терміну оренди клуб не використав опцію покупки.
До складу клубу «Генгам» приєднався 18 липня 2013 року, підписавши трирічний контракт. В новій команді відразу став основним гравцем і в першому ж сезоні допоміг команді виграти Кубок Франції 2013/2014, зігравши в тому числі і в фінальному матчі. За три сезони відіграв за команду з Генгама 113 матчів у всіх змаганнях та забив 9 голів.
26 липня 2016 перейшов до «Лілля» за 3 мільйони євро, підписавши чотирирічний контракт. За клуб з Лілля провів 23 матчі в усіх змаганнях, забив 2 голи.
Попри статус основного гравця «Лілля», вже 30 січня 2017 він залишив клуб: новий тренер «Бордо» Жослен Гурвеннек наполіг на переході франко-сенегальця, з яким він уже працював у «Генгамі». У «Бордо» Санкаре також став гравцем основного складу, за три роки зігравши 84 матчі в усіх змаганнях і забивши 19 голів. У лютому 2019 сенегалець мав конфлікт з клубом: посеред сезону він пішов на пластичну операцію з пересадки бороди, через ускладнення від якої пропустив місяць. Влітку 2019 новий тренер Паулу Соза виставив Санкаре на трансфер разом з Полем Байссом, Жонатаном Кафу та Александром Менді. Попри контакти з англійськими клубами «Кардіфф Сіті», «Шеффілд Юнайтед», «Суонсі Сіті» та іспанським «Леганесом» Санкаре так і не знайшов нового клубу та повернувся до тренувань з «Бордо». У вересні клуб ініціював процедуру звільнення гравця з дисциплінарних причин, а 20 листопада 2019 Санкаре та «Бордо» домовилися про розірвання контракту за згодою сторін.

## Виступи за збірну
Викликався до юнацької збірної Франції до 19 року, з якою виграв Кубок Сендай в 2007 році. А сам футболіст на тому турнірі забив гол у ворота однолітків з Бразилії.
Протягом 2008–2010 років залучався до складу молодіжної збірної Франції. На молодіжному рівні зіграв у 14 матчах, забив 3 голи.
У жовтні 2015 змінив футбольне громадянство на сенегальське, щоб представляти країну своїх батька й матері, та прийняв виклик тренера збірної Сенегалу Алью Сіссе. Цьому передавав інтерес з боку збірної Мавританії, але Санкаре відмовився, бо не має мавританського коріння. 13 жовтня 2015 він дебютував за Сенегал у товариському матчі проти Алжиру, а 28 травня 2016 забив перший гол — у ворота збірної Руанди. Станом на 21 січня 2020 зіграв за «левів Теранги» 7 матчів.

## Досягнення
- Володар Кубка французької ліги: 2007/08
- Володар Кубка Франції: 2009/10, 2013/14